# Carl Amery
Pour les articles homonymes, voir Amery.
Carl Amery, de son vrai nom Christian Anton Mayer, né le 9 avril 1922 à Munich et mort le 24 mai 2005  à Munich, est un écrivain de science-fiction, essayiste politique et militant écologiste allemand.
Carl Amery a été membre du Groupe 47, président de l'Union des auteurs allemands en 1976 et 1977 et président de la fédération allemande PEN Club jusqu'en 1991. De 1967 à 1974, Amery fut membre du parti socialiste allemand, le SPD, et reçut en 1997 le prix Wilhelm-Hoegner. Carl Amery a également été le cofondateur du parti écologiste allemand Bündnis 90 lors du congrès fédéral des Verts à Karlsruhe le 13 janvier 1980. Il fut également l'initiateur, le cofondateur et le président de la E.F.-Schumacher-Gesellschaft de 1980 à 1995.

## Biographie

### Jeunesse et premiers pas d'écrivain
Carl Amery passa la plus grande partie de son enfance à Passau et Freising, où il fut élève du Dom-Gymnasium Freising ; ces deux villes laisseront des traces jusque dans son œuvre (par exemple dans Der Untergang der Stadt Passau et Das Geheimnis der Krypta).
Il fut ensuite boursier de la fondation Maximilianeum et fit des études de philologie moderne à l'université de Munich avant de partir à Washington D.C. pour y étudier la philologie moderne, la théorie de la littérature à l'université catholique d'Amérique.
Pendant la Seconde Guerre mondiale, à 21 ans, il est fait prisonnier par les troupes américaines et rentre à Munich en 1946 où il reprend ses études de langues et de littérature allemande. Il commence alors à écrire, sous un pseudonyme à consonance américaine, Chris Mayer, avant de choisir le pseudonyme Carl Amery, Amery étant l'anagramme de Mayer.
En 1954 paraît son premier roman, Der Wettbewerb. Entre-temps, il adhère au Groupe 47 et confirme sa réputation de satiriste avec son roman  Die große Deutsche Tour, paru en 1958.
Un autre aspect de son travail d'écrivain apparaît en 1963 avec deux ouvrages critiques à l'égard de l'Église : Die Kapitulation oder Deutscher Katholizismus heute, suivi de Das Ende der Vorsehung. Die gnadenlosen Folgen des Christentums, dans lesquels il rend la chrétienté coresponsable de la destruction généralisée de l'environnement.
De 1967 a 1971, Amery travaille comme directeur de la bibliothèque municipale de Munich, faisant une longue pause dans son travail d'écrivain.

### Amery et la science-fiction
C'est en 1974 qu'il se tourne finalement vers un troisième genre littéraire, la science-fiction ce qui pour l'époque était une démarche surprenante pour un auteur qui avait débuté par de la littérature « sérieuse ». Il fut largement influencé par Gilbert Keith Chesterton, dont il édita plus tard les romans de science-fiction en traduction allemande. Trois des romans de Carl Amery appartiennent au genre de la science-fiction :
- Das Königsprojekt [Opération Couronne d'Angleterre] (1974): grâce à une machine construite par Léonard de Vinci, le Vatican décide de modifier l'Histoire. L'objectif de la  Congregatio secreta ad purificandos fontes (CSAPF) est de manipuler l'histoire afin de faire tomber la couronne d'Angleterre dans les mains de la famille Wittelsbach. Les deux évêques Sbiffio-Trulli et Doensmaker seront finalement obligés de constater que leurs calculs historiques ne produisent pas les effets escomptés.
- Der Untergang der Stadt Passau [La chute de la ville de Passau] (1975): dans sa préface, Carl Amery appelle son roman un "exercice digital" qui lui a été inspiré par Un cantique pour Leibowitz, un roman de science-fiction de l'auteur américain Walter M. Miller. Le roman paraît dans la collection SF des éditions Heyne et connaît un grand succès. Résumé: à la suite d'une catastrophe mondiale causée par une épidémie, deux groupes se forment, l'un essaie de reconstruire la civilisation (sans oublier l'électricité, la bureaucratie et la jet-set), l'autre au contraire retourne aux origines d'une économie de subsistance pour établir une culture similaire à ce qui existait à l'âge du bronze. Le roman raconte l'histoire des conflits culturels qui en découlent.
- An den Feuern der Leyermark (1979) [Sous les feux du Leyermark] : ce roman thématise également la nécessité historique, le hasard et le destin avec la question typique des uchronies : « Que se serait-il passé, si… ? » Et que se serait-il passé si, en 1866, un fonctionnaire bavarois avait recruté aux États-Unis des troupes de mercenaires américains de la guerre de Sécession, armés de fusils à répétition, pour participer à la guerre qui se profilait contre la Prusse ? Le cas est clair : la Prusse aurait perdu la guerre et les troupes américaines d'anarchistes démocrates auraient bouleversé la mentalité européenne. Les différends qui opposaient les pays d'Europe centrale auraient cédé la place à une Confédération d'Europe centrale (une sorte d'alternative à l'Union européenne), qui aurait été conçue de manière anarcho-syndicaliste laissant plus de liberté aux communautés et qui aurait vidé de son sens la vieille rivalité qui opposait encore la France et l'Allemagne.

### Fin de vie
Deux autres romans de Carl Amery thématisent la spiritualité bavaroise : dans Die Wallfahrer (1986), les protagonistes se rendent à un ancien lieu de pèlerinage nommé Tuntenhausen ; et dans Geheimnis der Krypta, la crypte de la cathédrale de Freising (avec sa célèbre « colonne de la bête ») est au centre d'une histoire qui s'étend sur trois générations.
À partir de 1985 paraissent les œuvres complètes de Carl Amery aux éditions Süddeutscher Verlag. En 2001, Amery explique dans un entretien que pour des raisons de santé, il ne peut plus écrire de romans.
En 1979, Carl Amery reçut le prix Tukan et en 1991 le prix littéraire de la ville de Munich.
L'état de santé de Carl Amery se dégrada dans ses dernières années à cause d'un emphysème pulmonaire jusqu'à sa mort en 2005. Il fut inhumé le 30 mai 2005 au cimetière Est de Munich dans la plus stricte intimité.

## Œuvres
Aucune œuvre de Carl Amery n'est disponible en français à ce jour.

### Romans et nouvelles
- (de) Der Wettbewerb (Roman), 1954 [Le concours]
- (de) Die Große Deutsche Tour (Roman satirique), 1958 [Le grand tour d'Allemagne]
- (de) Ich stehe zur Verfügung, 1967 [Je suis à votre disposition]
- (de) Das Königsprojekt (Roman), 1974 [Le Projet Royal]
- (de) Der Untergang der Stadt Passau (Roman), 1975 [La chute de la ville de Passau]
- (de) An den Feuern der Leyermark (Roman), 1979 [Aux feux du Leyermark]
- (de) Die starke Position oder Ganz normale MAMUS (8 Satires), Süddeutscher Verlag, München 1985
- (de) Die Wallfahrer (Roman), Süddeutscher Verlag, München 1986 [Les pèlerins]
- (de) Die Große Deutsche Tour – Heiterer Roman aus den fünfziger Jahren (Réédition), 1989 [Le grand tour d'Allemagne ou le joyeux roman des années 1950]
- (de) Das Geheimnis der Krypta (Roman), List Verlag, Munich 1990 [Le mystère de la crypte]

### Écrits politiques
- (de) Die Kapitulation oder Deutscher Katholizismus heute, 1963 [La capitulation ou le catholicisme allemand aujourd'hui]
- (de) Das Ende der Vorsehung. Die gnadenlosen Folgen des Christentums, 1972 [La fin de la prophétie. Les conséquences funestes de la chrétienté]
- (de) Natur als Politik. Die ökologische Chance des Menschen, 1976 [La nature comme politique. La dernière chance écologique de l'Homme.]
- (de) Energiepolitik ohne Basis [Politique énergétique sans fondement]
- (de) Marsch, zurück auf die Bäume… oder: Wie wir es besser machen können (Livre pour la jeunesse), 1979 [En avant, marche, retournons dans les arbres… ou : comment nous pourrions améliorer les choses]
- (de) Leb wohl geliebtes Volk der Bayern. Ein Requiem, 1980 [Adieu peuple aimé de Bavière. Un requiem.]
- (de) Die ökologische Chance (réédition en un volume de Das Ende der Vorsehung et Natur als Politik), Süddeutscher Verlag, Munich 1985 [La chance écologique]
- (de) Die Botschaft des Jahrtausends, 1994 [Le message du millénaire]
- (de) Hitler als Vorläufer, 1998 [Hitler le précurseur]
- (de) Klimawechsel. Von der fossilen zur solaren Kultur (avec Hermann Scheer), 2001 [Le changement climatique. Des fossiles à la culture solaire.]
- (de) Global Exit. Die Kirchen und der Totale Markt, 2002 [Global Exit. Les Églises et le marché mondialisé]
- (de) Briefe an den Reichtum, éd., mars 2005 [Lettres à la richesse]

### Écrits littéraires
- (de) G. K. Chesterton oder Der Kampf gegen die Kälte, 1981 [G. K. Chesterton ou le combat contre le froid]

## Distinctions
- Croix d'officier de l'ordre du Mérite